# پیتر گراوئر
پیتر گراوئر (به انگلیسی: Peter Grauer) (زاده ۱۹۴۵) بازرگان و مدیر اجرایی آمریکایی است، که در حال حاضر به‌عنوان رییس هیئت مدیره شرکت بلومبرگ ال.پی. فعالیت می‌کند.